# Luz de cortesía

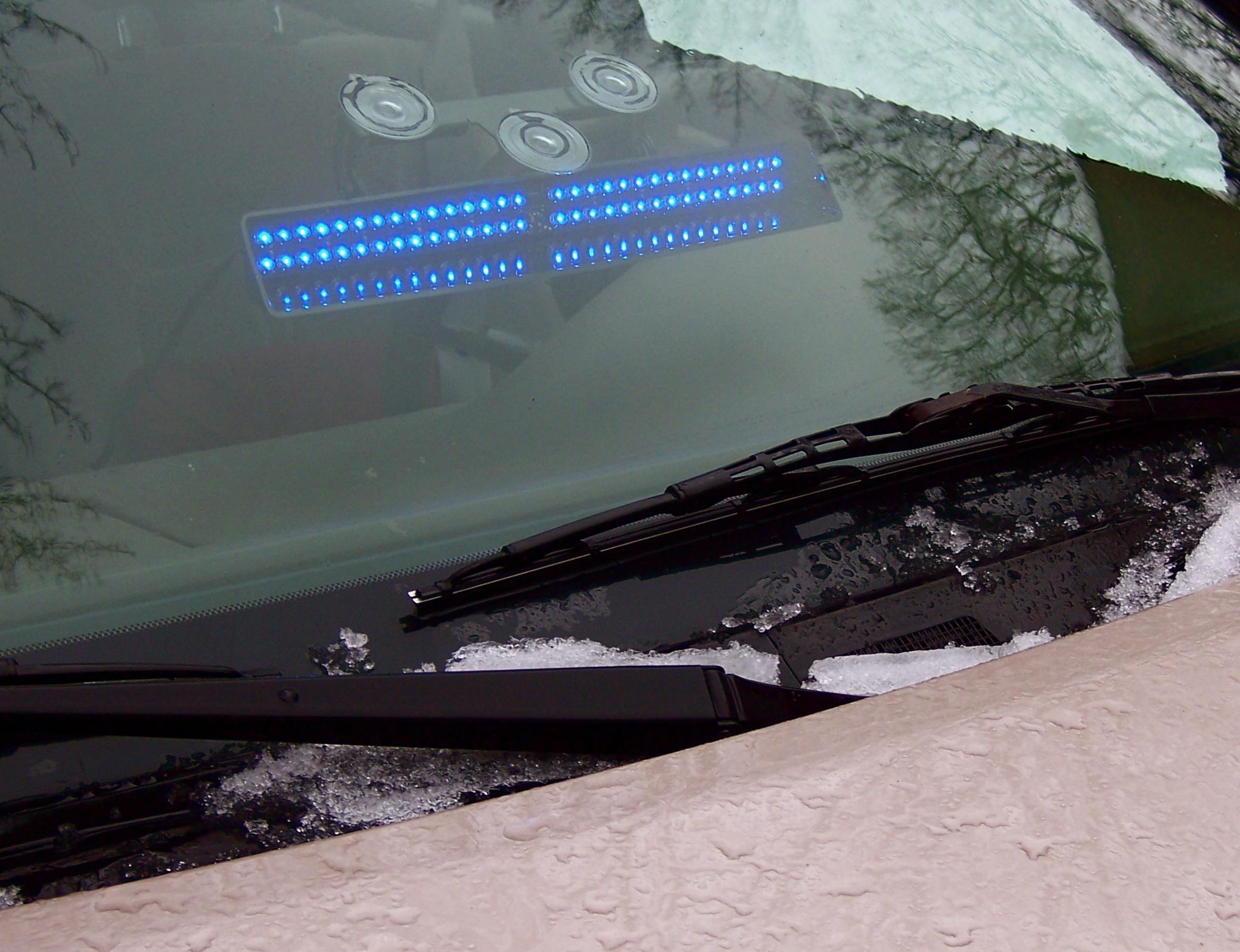
Luz de cortesía azul, utilizada por bomberos voluntarios

La luz de cortesía  se utilizan para  requerir derecho de paso principalmente por bomberos o técnicos sanitarios de emergencias (TSEs) voluntarios o de guardia, para expeditar su paso en sus vehículos privados, hacia la estación de bomberos o base. Las luces de cortesía a veces dejan que el usuario desobedezca las leyes de tráfico, como son los límites de velocidad, pero normalmente no las leyes que se aplican a las señales o luces de parada. Las luces de cortesía no deben ser confundidas con las de advertencia de emergencia utilizadas conjuntamente con sistemas de aviso audible (sirenas), para vehículos de emergencia, como vehículos policiales, aparataje de bomberos y ambulancias, ni deben tampoco confundirse con luces de advertencia  como las utilizadas por camiones de remolcaje, quitanieves, vehículos de construcción y autobuses escolares, para aumentar la concienciación,  especialmente cuándo se mueven  despacio o están parados en la carretera.
El término también se utiliza para hacer referencia a la luz interna que se enciende, cuando se abren las puertas.

## Colores
Tradicionalmente, se emplean las luces azules tanto para bomberos, como para sanitarios de emergencias. Aun así, algunos Estados (especialmente en el noroeste de EE. UU.) utilizan luces verdes para unos y otros.
Otros Estados (de forma destacada Nueva York) utiliza azul para bomberos y verde para sanitarios. Tradicionalmente se ha permitido el blanco con el azul o verde; aun así, en años recientes, ciertos Estados (Pensilvania, Nueva York) han sido más restrictivo.
Raramente se utiliza el rojo para las luces de cortesía.  Las luces rojas se utililizan generalmente en Pennsylvania para advertir de un jefe, ayudante o cualquiera que tenga una posición en un departamento de antincendios. Las luces azules son para los otros voluntarios.